# Recherches sur les Diptérocarpacées
Recherches sur les Diptérocarpacées (abreviado Rech. Dipterocarp.) es un libro con ilustraciones y descripciones botánicas que fue escrito por  Frédéric Louis Heim y publicado en el año 1892 con el nombre de Thèses présentées à la Faculté des Sciences de Paris pour obtenir le grade de docteur ès sciences naturelles par le Dr. Heim.. .. 2e Thèse. - Recherches sur les Diptérocarpacées.